# Lúcio Quíncio Cincinato
Lúcio Quíncio Cincinato (em latim: Lucius Quinctius Cincinnatus; 519 a.C. — 439 a.C.) foi general, cônsul e por um certo período, ditador romano, por determinação do senado.
Cincinato foi considerado pelos romanos, especialmente pelos patrícios, como um dos heróis da Roma Antiga e como um modelo de virtude romana e simplicidade. Tito Lívio descreve-o como cidadão romano zeloso para com a república e exemplum digno de imitação. Para Lívio, a virtude era obtida por meio da parcimônia e não por meio do culto ao luxo e à riqueza. Conta-se que Cincinato fora designado pelo Senado, enquanto cônsul, para apaziguar uma contenda entre os tribunos e os plebeus, a respeito da Lei Terentília (Lex Terentilia), ao que, cumprida tal tarefa, retorna à sua vida pastoril e se nega a candidatar-se a Cônsul no ano seguinte, para respeitar o decreto do senado, que estava sendo desconsiderado pelos tribunos da plebe. No ano de 458 a.C., todavia, quando o cônsul Minúcio (Lúcio Minúcio Esquilino Augurino) não conteve o avanço de tribos bárbaras e teve seu acampamento sitiado, gerando terror e agitação em Roma, Cincinato fora sugerido novamente pelo senado como alternativa, para a salvação romana, dever para o qual, já nomeado ditador, contou com poderes absolutos, e culminou na Batalha do Monte Álgido. Tendo resolvido o conflito, Cincinato renuncia ao cargo e novamente retorna a sua vida pastoril. Sua renúncia com o fim da crise tem sido frequentemente citada como um exemplo de liderança excepcional, serviço ao bem maior, virtude cívica, falta de ambição pessoal e modéstia. Como resultado, ele inspirou uma série de organizações e outras entidades, muitas das quais são nomeadas em sua honra.

## Situação política
Era pai de Cesão Quíncio, que no senado seguia a orientação política paterna de adversário das tentativas de se melhorar a situação jurídica dos plebeus. Quíncio muitas vezes levou os tribunos da plebe ao Fórum, impedindo-os de chegarem a uma deliberação formal. Em 461 a.C., finalmente, essas ações resultaram numa reação fatal contra o senador e este foi preso. Livre sob fiança, escapou para a Etrúria, sendo então condenado à morte à revelia. Seu pai teve, ainda, de pagar uma pesada multa, forçando-o a vender a maior parte de suas terras e a se retirar para uma pequena fazenda onde, junto à família, passou a subsistir com o trabalho de suas mãos.
Foi pai também de Lúcio Quíncio Cincinato, que foi tribuno consular por três vezes (438, 425 e 420 a.C.), de Tito Quíncio Peno Cincinato, cônsul em 431 e 428 a.C. e tribuno consular em 426 a.C., e de Quinto Quíncio Cincinato, tribuno consular em 415 e 405 a.C.

## Consulado
Lúcio Quíncio Cincinato assumiu o consulado de Roma, em 460 a.C. após a morte de Públio Valério Publícola. Teve por principal adversário Terentílio (Caio Terentílio Arsa), num período em que o senado preocupava-se numa guerra contra os volscos e équos, povos itálicos vizinho aos romanos. Em seu discurso, Cincinato convence a plebe a participar da guerra, embora os tribunos da plebe pleiteassem o contrário. Posteriormente, Terentílio consegue sucesso, aproveitando-se das agitações do estado belicoso, em fazer aprovar uma série de reformas que visavam objetivamente beneficiar o proletariado e o campesinato, incluindo ali uma proposta de que fosse elaborado um código legal escrito aplicável, igualmente, a patrícios e plebeus: uma precoce iniciativa do que viria mais tarde a se tornar na Lei das Doze Tábuas, cuja exposição, entretanto, acabou sendo impedida por várias gerações. Diz Dionísio de Halicarnasso que quando recebeu a nomeação do senado para o consulado, para fazer frente às ameaças externas, estava Cincinato arando a terra - embora outros autores colocam-no neste afã quando de sua nomeação como ditador.

## Primeiro mandato ditatorial
Os volscos assentados ao oeste e os équos, ao leste eram os maiores inimigos de Roma, e, constantemente, atacavam a cidade e seus arredores. Sabe-se que o équos fixaram-se em Túsculo em 459 a.C. e suas ofensivas prejudicavam o comércio e a comunicação ao longo da Via Latina e do território romano em geral. O cônsul Lúcio Minúcio liderou um exército contra o acampamento dos équos, próximo a Túsculo. No entanto, ele acampa seu exército ao lado do inimigo, e ao não tomar a iniciativa os équos cercam-no. Alguns cavaleiros romanos escapam e retornam a Roma para dizer ao senado o que tinha acontecido. O senado, em pânico, autoriza que Marco Horácio Pulvilo - o outro cônsul para o ano - nomeie um ditador. Horácio, sem titubear, nomeia Lúcio Quíncio Cincinato para um mandato ditatorial (também conhecido como Pretor Máximo (Praetor Maximus) ou Mestre do Povo (Magister Populi)) por seis meses. Quando os emissários do senado chegaram ao prado de Cincinato, encontraram o futuro ditador trabalhando em atividades agrícolas. Com este ato, Tito Lívio indica que Lúcio Quíncio Cincinato é um homem que cultiva a simplicidade e não dá atenção à riqueza. Desta forma, os emissários pedem para que ele vestisse a toga para escutar a notícia que seria dada para seu bem e para o bem da república. Ele, por sua vez, pede para que sua mulher, chamada Hersilia fosse buscar a toga e, assim, escutou que seria o novo ditador de Roma. Na manhã seguinte, Cincinato nomeou Lúcio Tarquino Flaco como Mestre da Cavalaria e depois recrutou homens em idade militar no Campo de Marte. Uma vez com o exército montado, Cincinato levou-os a lutar contra o équos na Batalha de Monte Álgido. Cincinato conduziu a infantaria em pessoa, enquanto Tarquino, a cavalaria. O équos foram surpreendidos pelo ataque duplo e logo vencidos. O cônsul Lúcio foi resgatado e o generais inimigos foram julgados em Roma. Cincinato recebeu as honrarias do triunfo romano e, em seguida, renunciou ao seu mandato, para retornar a sua vida pastoril novamente.

## Segundo mandato ditatorial
Quando houve fome em Roma, ao ponto de alguns se jogarem no rio Tibre, Espúrio Mélio, um cavaleiro rico, com o objetivo de se tornar tirano, comprou grãos das regiões vizinhas, e vendeu abaixo do preço, e para alguns distribuiu de graça. Com isto, ele arrumou amigos e contratou uma guarda pessoal, e teria ganho o controle da cidade, porém o patrício Minúcio Agurino, que era responsável pela distribuição de grãos e havia sido censurado pela escassez de comida, reportou as ações de Mélio ao senado. O senado apontou Lúcio Quíncio Cincinato, que estava com oitenta anos de idade, para ser ditador. À noite, Cincinato mandou os cavaleiros ocuparem o Capitólio, e enviou Caio Servílio Aala, mestre da cavalaria (magister equitum), para convocar Mélio, sob qualquer pretexto. Mélio suspeitou algo e adiou sua ida, e Servílio, temendo que Mélio pudesse ser resgatado pela população, o assassinou, quer por iniciativa própria, quer por ordens do ditador. A população se revoltou, mas Cincinato a acalmou distribuindo grãos e se abstendo de punir ou acusar os envolvidos.